# Aeroflot Flight 1492
55°58′09″N 37°24′11″Ø / 55.96917°N 37.40306°Ø
Aeroflot Flight 1492 var en planlagt russisk indenrigsflyvning fra Sheremetyevo International Airport i Moskva til Murmansk Airport i Murmansk. Ruten blev den 5. maj 2019 betjent af et fly af typen Sukhoj Superjet 100, der efter starten rapporterede problemer for derefter at vende tilbage til lufthavnen, hvor flyet nødlandede ca. en halv time efter starten. Ved nødlandingen kollapsede flyets understel og vinger og den bagerste del af skroget brød i brand. 41 af de i alt 78 ombordværende omkom.
Det konkrete hændelsesforløb, der ledte til ulykken er endnu ikke afklaret.

## Ulykken
Flyet lettede fra Sjeremetevo med kurs mod Murmansk kl. 18:02 lokal tid (kl. 15:02 UTC). Efter starten blev flyet angiveligt ramt af et lyn, hvorefter flyets piloter stoppede opstigningen i 9.000 fods højde kl. 18:02 lokal tid (kl. 15:02 UTC) og rapporterede tab af radiokommunikation, og herefter sendte nødkald via flyets transponder og returnerede herefter til Sjerementevo for at nødlande. Flyets piloter forsøgte at lande flyet i Sjerementevo på trods af, at flyets vægt inklusive last og brændstof på dette tidspunkt var 42,6 ton, hvilket er 1,6 ton over den tilladte vægt ved landing. Flyets første landingsforsøg mislykkedes. Under det andet forsøg ramte flyet landingsbanen med stor kraft (+2.55G "hoppede" et par meter op igen, inden flyet ramte igen ramte landingsbanen med endnu større kraft (+5.85G), hvorefter flyet igen gik i luften (ca. 7-8 meter op), inden flyet ramte jorden igen for tredje gang. Flyet ramte jorden for tredje gang med en kraft på mere end +5G, hvorefter landingsstellet kollapsede, og vinger og den bagerste del af skroget brød i brand.
Flyet udbrændte. Ruslands myndigheder har oplyst, at der var 5 besætningsmedlemmer og 73 passagerer ombord på flyet, hvoraf 41 omkom ved ulykken, heraf ét besætningsmedlem.
De to sorte bokse er blevet fundet. Den ene (CVR indeholdende kommunikation) er i god behold, men den anden (FDR indeholdende data om flyvningen) er beskadiget af den voldsomme varme i forbindelse med branden. Der pågår udlæsning af data fra de sorte bokse.

## Flyet
Flyet var en russisk Sukhoj Superjet 100-95 med registreringsnummer RA-89098 og serienummer (MSN) 95135. Flyet fløj første gang i 2017.

## Undersøgelse og årsag
De russiske myndigheder har åbnet en undersøgelse af årsagerne til ulykken.